# 3609-es mellékút (Magyarország)
A 3609-es számú mellékút egy bő 5 kilométeres hosszúságú, négy számjegyű mellékút Borsod-Abaúj-Zemplén vármegye középső részén; Sajóládtól húzódik Bőcsig.

## Nyomvonala
A 3606-os útból ágazik ki, annak a 8+450-es kilométerszelvénye közelében, Sajólád központjának északkeleti részén, kelet felé. Fráter György utca néven húzódik a lakott terület keleti széléig, amit nagyjából 700 méter után ér el, de csak mintegy 1,7 kilométer után lép ki a község határai közül. Bőcs területén folytatódik, mely településen előbb a Déryné utca, majd a Móra Ferenc utca nevet viseli, miután pedig áthalad a Hernád fölött, Rákóczi utca lesz a neve. Így is ér véget, Bőcs központjában, beletorkollva a 3607-es útba, annak a 7+800-as kilométerszelvénye közelében.
Teljes hossza, az országos közutak térképes nyilvántartását szolgáló kira.kozut.hu adatbázisa szerint 5,240 kilométer.